# Chedrinae
Chedrinae — підродина коропоподібних риб родини данієвих (Danionidae), колишня триба Chedrini; зустрічається також під назвою Bariliinae. Включає всіх африканських данієвих та ще два азійські представники роду Raiamas (R. bola, R. guttatus). Були визначені діагностичні морфологічні ознаки цієї групи риб. Проте філогенетичний аналіз відновив Chedrinae як монофілетичну групу з виключно африканських видів.
До складу підродини входять такі роди:
- Barilius  Hamilton, 1822
- Bengala  Gray, 1834
- Cabdio  Hamilton, 1822
- Chelaethiops  Boulenger, 1899
- Engraulicypris  Günther, 1894
- Leptocypris  Boulenger, 1900
- Luciosoma  Bleeker, 1855
- Malayochela  Bănărescu, 1968
- Mesobola  Howes, 1984
- Nematabramis  Boulenger, 1894
- Neobola  Vinciguerra, 1895
- Opsaridium  Peters, 1854
- Opsarius  McClelland, 1839
- Raiamas  Jordan, 1919
- Rastrineobola  Fowler, 1936
- Salmostoma  Swainson, 1839
- Securicula  Günther, 1868
- Thryssocypris  Roberts & Kottelat, 1984